# Medienkultur
Medienkultur (zu Lat. medium, Mitte, Öffentlichkeit, öffentlicher Weg; cultura, Bearbeitung, Pflege, Anbau) ist ein Begriff, der sich auf den komplexen Zusammenhang von Kultur und den Medien bezieht, in denen sie sich vollzieht. Er wird vor allem auf die modernen Massenmedien wie Internet, Printmedien, Film, Hörfunk und Fernsehen angewandt.
Im Gegensatz zum älteren Begriff der Kulturindustrie, der von einem qualitativen Gegensatz von Kultur und Massenmedien ausgeht und sich kritisch auf die ideologischen Voraussetzungen der Kulturentstehung bezieht, wird Medienkultur seit den 1990er Jahren verwendet, um mit jeweils unterschiedlichen Ansätzen auf die enge Beziehung zwischen Kultur und Medien hinzuweisen. Dem symbolischen und repräsentativen Bereich menschlichen Schaffens stehen dabei die Medien gegenüber, die es verteilen und archivieren.

## Entwicklung
Angesichts der steigenden gesellschaftlichen Durchdringung der Massenmedien auf der einen und traditionellen Kunstbereichen wie Theater, Literatur und Bildende Kunst auf der anderen Seite wird die Öffnung der Literaturwissenschaft in Richtung auf eine Medienwissenschaft gefordert.
Der Begriff des Mediums seinerseits entwickelte sich seit Mitte der 1980er Jahre zum bestimmenden Konzept der Kulturwissenschaft und bestimmte den Begriff der Medienkultur.
In der aktuellen Kommunikations- und Medienforschung rückt zunehmend die Mediatisierung von Kultur ins Zentrum der wissenschaftlichen Diskussion. Es geht darum zu erfassen, wie die Kultur mit Medien durchdrungen und dabei durch diese geprägt wird. Hierbei wird von einem Wechselverhältnis des Kulturwandels einerseits und des Medien- und Kommunikationswandels andererseits ausgegangen.